# Luboš Brchel
Luboš Brchel (7. března 1920, Kladno – 31. října 1981, Radvaň nad Dunajom) byl československý lyžař. Později působil jako fotograf, především ve Vysokých Tatrách. Tragicky zahynul v kajaku na Dunaji .

## Lyžařská kariéra
Na V. ZOH ve Svatém Mořici 1948 reprezentoval Československo a skončil v alpském lyžování na 27. místě ve sjezdu, 9. místě ve slalomu a na 14. místě v kombinaci. V roce 1949 se stal mistrem Československa ve sjezdovém lyžování, v roce 1953 získal titul mistra sportu.